# Utenzi wa Mwana Kupona
Mwana Kupona binti Msham/Utenzi wa Mwana Kupona (isla Pate, 1810/1820-Kenia, 1860/1865) fue una poetisa en suajili (posiblemente keniata), y cuya obra publicó su nieto Mohammed ben Abdalla en los años 1930. Fue la última mujer del jeque Bwana Mataka con el que tuvo diez hijos. Falleció de una hemorragia uterina.
| Swahili: | Traducción: |
| Mwenye kutunga nudhumu Ni gharibu mwenye hamu Na ubora wa ithimu Rabbi tamghufiria Ina lake mufahamu Ni mtaraji karimu Mwana Kupona Mshamu Pate alikozaliwa Tarikhiye kwa yakini Ni alifu wa miyateni Hamsa wa sabini | La autora de esta obra Es una doliente viuda Su peor pecado El señor lo perdonará Su nombre conocido, Confiado a ti es Mwana Kupona Mshamu Nacida en Pate. La fecha del poema Es mil doscientos Setenta y cinco. |

(1275 (1858 en el calendario islámico))